# Falkensteinerbach
Le Falkensteinerbach est une rivière des Vosges du Nord dans l'Est de la France qui coule dans les départements de la Moselle et du Bas-Rhin. C'est un affluent de la Zinsel du Nord et donc un sous-affluent du Rhin.

## Hydronymie
Le Falkensteinerbach doit son nom au Falkenstein, château siège du comté éponyme, dont le ruisseau constitue le cours d'eau principal, terminé du suffixe Bach, le ruisseau en allemand. Il signifie donc ruisseau du Falkenstein, le « ruisseau du rocher du faucon ».

## Histoire
De nos jours, on n'entend plus le commérage des lavandières ni le bruit des martinets actionné par les roues à aubes. Les moulins à grains ont également disparu, le Falkensteinerbach est devenu une rivière tranquille pour pêcheurs, peuplée de truites et classée en première catégorie.
Le Falkensteinbach se prêtait parfaitement à l'installation de forges, comme à Éguelshardt. Le cours d'eau pouvait aisément être contrôlé par des digues et des écluses et, en aval de l'usine, on aménageait parfois des étangs pour créer des chutes d'eau augmentant la puissance hydraulique, mais également pour disposer de réserves d'eau permettant de pallier les périodes de sécheresse. Le Falkenstein alimentait le martinet et la forge de Niederbronn-les-Bains.
En 2002, la commune de Reichshoffen a été autorisée à rejeter dans le ruisseau les eaux traitées de l'actuelle station d'épuration.

## Géographie
Le ruisseau se dirige du nord-ouest vers le sud-est. Il prend sa source dans les hauteurs près d'Éguelshardt, dans la partie lorraine des Vosges du Nord, au lieu-dit Heckenthal, à 269 mètres d'altitude, dans la forêt domaniale de Sturzelbronn, au sud du champ de tir et du camp militaire de Bitche sur la commune de Bitche. Le Falkensteinerbach traverse dans toute sa longueur la ville de Niederbronn-les-Bains et se jette après un parcours de 27,2 km dans la Zinsel du Nord entre les communes de Gundershoffen et Uttenhoffen, à 167 mètres d'altitude, après avoir longé les étangs de Breitmatt.
Cette petite rivière serpente entre les collines vosgiennes du Grand Wintersberg et du Reisberg.

## Affluents
Le Falkensteinerbach a trois affluents référencés:
- le Durschbach, 2,6 km (rg) sur la seule commune de Niederbronn-les-Bains.
- le Daetenbach, 3,7 km (rg) sur la seule commune de Niederbronn-les-Bains.
- le Lauterbaechel, 8,7 km (rd) sur les quatre communes de Gundershoffen, Niederbronn-les-Bains, Oberbronn, Reichshoffen et qui traverse les étangs de Breitmatt avant de confluer.

## Départements, communes et cantons traversés
Le Falkensteinerbach traverse deux départements, huit communes, et deux cantons, :
- Moselle (dans le sens amont vers aval) :
  - Bitche (source), Éguelshardt, Baerenthal, Philippsbourg ;
- Bas-Rhin :
  - Niederbronn-les-Bains, Reichshoffen, Gundershoffen et Uttenhoffen (confluences).

Soit en termes de cantons, le Falkensteinerbach prend sa source dans le canton de Bitche, traverse et conflue sur le canton de Niederbronn-les-Bains.

## Écologie
Le Falkensteinerbach a une station qualité implantée à Gundershoffen.

### Faune et flore
- l'Iris jaune
- le Gomphe serpentin
- la Truite de rivière (Salmo trutta fario)
- l'écrevisse à pattes rouges (Astacus astacus)
- le Potamot nageant
- l'œnanthe des eaux courantes